# Pierre-Louis Lions
Pierre-Louis Lions (ur. 11 sierpnia 1956 w Grasse) – francuski matematyk, laureat Medalu Fieldsa z 1994 roku.

## Życiorys
Pierre-Louis Lions jest synem matematyka Jacques'a-Louisa Lionsa i Andrei Olivier. Kiedy miał sześć lat, jego ojciec został profesorem w Paryżu. Uczęszczał do liceum Pasteura, a następnie do liceum Louisa-le-Grand. Od 1975 do 1979 roku studiował w École normale supérieure. W 1979 roku otrzymał doktorat. W 1981 roku został mianowany profesorem na Uniwersytecie Paris-Dauphine. W 1994 roku został uhonorowany Medalem Fieldsa na Międzynarodowym Kongresie Matematyków w Zurychu za pracę nad równaniami różniczkowymi cząstkowymi.
W 1983 i 1990 wygłosił wykłady sekcyjne, a w 1994 wykład plenarny na Międzynarodowym Kongresie Matematyków.
Po otrzymaniu doktoratu, 1 grudnia 1979 roku poślubił Lilę Laurenti. Z tego związku mają syna Doriana.